# Nanhermannia bifurcata
Nanhermannia bifurcata är en kvalsterart som beskrevs av K. Fujikawa 1990. Nanhermannia bifurcata ingår i släktet Nanhermannia och familjen Nanhermanniidae. Inga underarter finns listade i Catalogue of Life.